# شركة مطارات الرياض
شركة مطارات الرياض هي شركة حكومية سعودية، مسؤولة عن إدارة وتشغيل المطارات في الرياض، وتعرف أيضاً باسم (RAC) اختصاراً لـ(Riyadh Airports Company) ومقرها مدينة الرياض، أنشئت كجزء من برنامج خصخصة قطاع النقل الجوي في المملكة العربية السعودية، إذ أوكل إليها إدارة وتشغيل مطار الملك خالد الدولي بمدينة الرياض، والعمل على تطوير البنية التحتية للمطار عبر مشاريع توسعة وتأهيل على مستوى المرافق والخدمات.

## نبذة
شركة «مطارات الرياض» تم تأسيسها في العام 2016م، وتسعى ضمن خططها الاستراتيجية إلى تطوير مطارات جديدة أعلنت عنها الهيئة العامة للطيران المدني لمواكبة رؤية المملكة 2030، وبرامج خصخصة المطارات، وضمان تشغيل هذه المطارات بأفضل المعايير العالمية، وبما يجعل مطارات المملكة واجهة مشرفة لزوارها.

## المطارات التابعة
- مطار الملك خالد الدولي

## عضوية المجلس الدولي
في أكتوبر 2021 أعلنت شركة مطارات الرياض عن انضمامها إلى عضوية مجلس المطارات الدولي لإقليم آسيا والمحيط الهادي (ACI Asia-Pacific).